# نافذة (اسم رمزي)

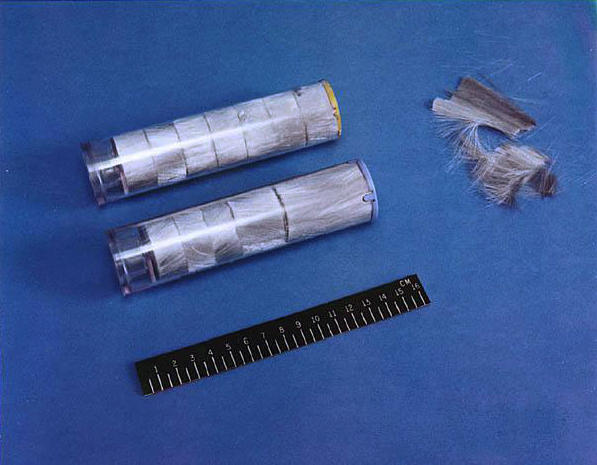
قش معدني من البحرية الأمريكية RR-144 (أعلى) و RR-129 (أسفل) يستخدم في التدابير المضادة.

القش أو (بالإنجليزية: Chaff)، كان يطلق عليه في الأصل «نافذة»  قِبل البريطانيين و «دوبيل» في فترة الحرب العالمية الثانية من قِبل القوات الألمانية لوفتفافه (من ضاحية برلين حيث تم تطويره لأول مرة)، هو قش معدني يُستخدم كإجراء مُضاد للرادار قامت فيه الطائرات أو الأهداف الأخرى بنشر سحابة صغيرة ورقيقة من قطع الألومنيوم أو الألياف الزجاجية أو البلاستيكية المعدنية، والتي تظهر إما على شكل مجموعة من الأهداف الأساسية على شاشات الرادار أو تغمر الشاشة بعوائد متعددة.
تستخدم القوات المسلحة الحديثة القش (في التطبيقات البحرية، على سبيل المثال، باستخدام صواريخ SRBOC قصيرة المدى) لصرف الصواريخ الموجهة بالرادار عن أهدافها. تمتلك معظم الطائرات العسكرية والسفن الحربية أنظمة للدفاع عن النفس. قد يطلق صاروخ باليستي عابر للقارات في مرحلة منتصفه العديد من الرؤوس الحربية المستقلة بالإضافة إلى مساعدات الاختراق مثل بالونات الخداع والقش.

## الحرب العالمية الثانية

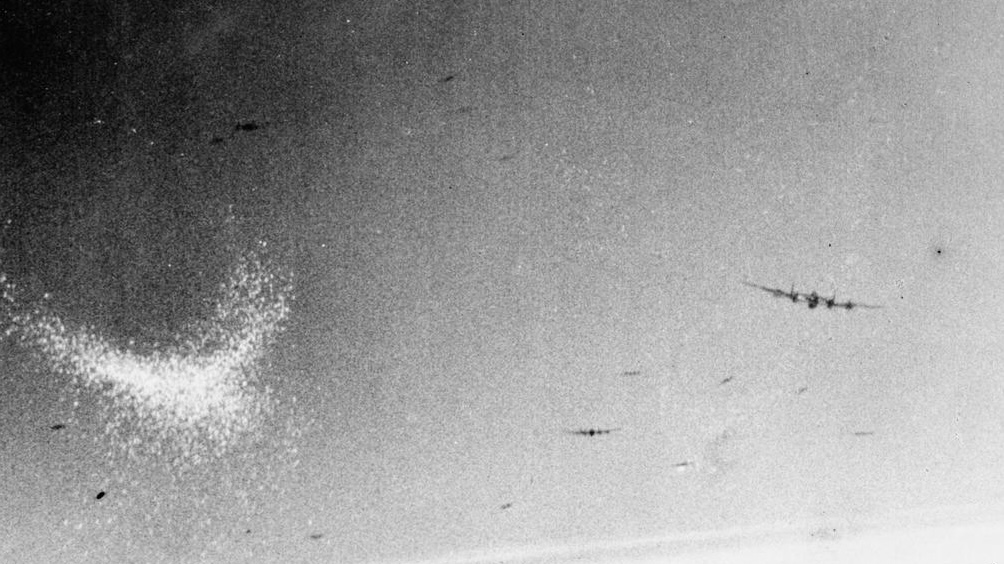
لانكستر تسقط نافذة (السحابة البيضاء على شكل هلال على يسار الصورة) فوق إيسن خلال غارات الألف قاذفة.

تم تطوير فكرة استخدام النافذة بشكل مستقل في المملكة المتحدة وألمانيا والولايات المتحدة واليابان. في عام 1937، اقترح الباحث البريطاني جيرالد تاتش، أثناء العمل مع روبرت واتسون وات على الرادار، أن أطوال الأسلاك المعلقة من البالونات أو المظلات قد تطغى على نظام الرادار بأصداء كاذبة  واقترح آر في جونز أن تسقط قطع رقائق معدنية من خلال الهواء قد تفعل الشيء نفسه.  في أوائل عام 1942، قام باحث في مؤسسة أبحاث الاتصالات (TRE) يدعى جوان كوران ببحث الفكرة ووضع خطة لإلقاء حزم من شرائح الألومنيوم من الطائرات لتوليد سحابة من أصداء كاذبة.  كانت الفكرة الأولى استخدام أوراق بحجم صفحة دفتر الملاحظات؛ ستتم طباعتها بحيث تكون بمثابة منشورات دعائية.  وجد أن الإصدار الأكثر فاعلية هو شرائح من الورق الأسود مدعومة بورق الألمنيوم.

## رقائق التشويش
قامت جيوش الدول المختلفة بتطويرها في نفس الوقت تقريبًا، لكنها لم ترغب في توظيفها على الفور، حتى لا يكتشف السر. في سلاح الجو الملكي، كان اسمها الرمزي (نافذة)، وفي الولايات المتحدة يطلق عليها (القش).
المصطلح الألماني المستخدم هو Düppel (دوبل)، من اسم منطقة Berlin -Düppel حيث تم استخدامها لأول مرة خلال هجوم جوي.